# تجربه

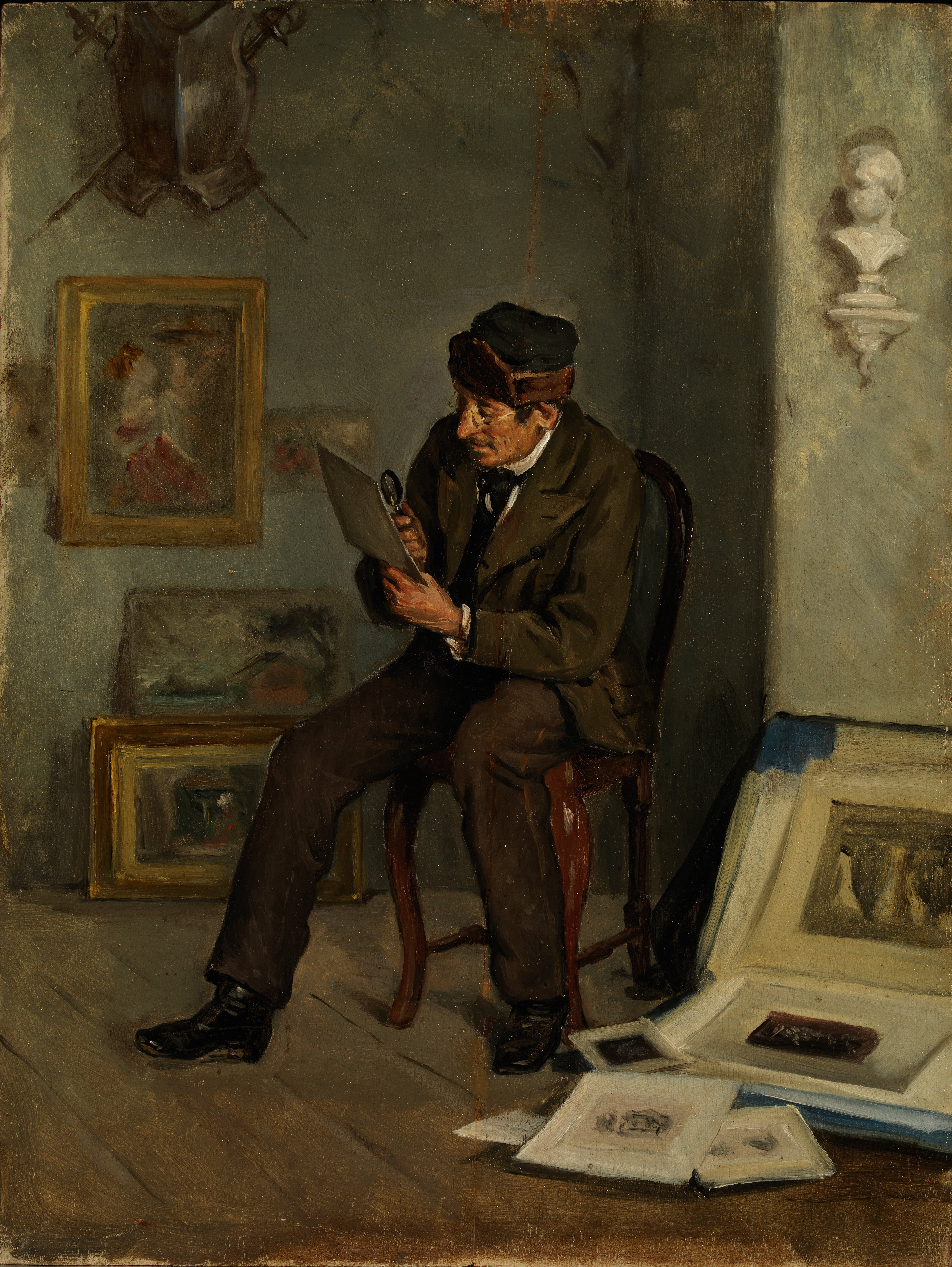

آزمودگی در مفهوم عمومی به همه مهارت‌ها و دانسته‌ها از برخی پدیده‌ها و موضوعات که ناشی از برخورد با آن موضوع و درگیری با آن پدیده در خلال دورانی معین است گفته می‌شود.